# Ekom I
Pour les articles homonymes, voir Ekom.
Ekom I est une localité de la région du Centre au Cameroun, localisée dans la commune de Nkolafamba et le département de la Méfou-et-Afamba.

## Population
En 1965, Ekom I comptait 519 habitants, principalement des Ewondo.
Lors du recensement de 2005, ce nombre s'élevait à 200.